# Múscul vast lateral
El múscul vast lateral (musculus vastus lateralis) o vast extern, és un dels quatre músculs que componen el múscul quàdriceps femoral. Situat a la diàfisi del fèmur, s'insereix:
- Per una làmina tendinosa, en la vora anterior i inferior del trocànter major.
- A la branca lateral de trifurcació de la línia aspra.
- En els dos terços superiors del llavi lateral de la línia aspra.
- A la part superior i anterolateral de la diàfisi femoral (veure fèmur) i en l'envà intermuscular lateral.[2]

## Insercions
El vast lateral té l'origen en una àmplia aponeurosi que s'insereix en la línia intertrocantèrica, a les vores anterior i inferior del trocànter major del fèmur, al llavi extern de la tuberositat glútia i a la meitat superior i externa de la línia aspra. Unes fibres neixen del tendó del gluti major i de l'envà intermuscular extern just entre el vast extern i la porció curta del bíceps femoral.
Les fibres formen una massa forta unida a una forta aponeurosis que acompanya al múscul uns 3/4 de la seva extensió i, de fet, de la profunda superfície de l'aponeurosi neixen moltes de les fibres del mateix múscul. En la porció distal del múscul, l'aponeurosi es contreu i les fibres acaben en un tendó que va a parar a la vora lateral de la ròtula fusionant-se amb els tendons de la resta del quàdriceps, contribuint també amb una expansió de la càpsula que cobreix l'articulació de genoll.

## Irrigació i innervació
La irrigació sanguínia del vast lateral la proveeixen branques de l'artèria femoral, la qual és continuació de l'artèria ilíaca externa. La innervació del múscul està donada per fibres del nervi femoral, el qual porta fibres dels nervis L2-L4.

## Acció
La contracció del vast lateral estabilitza l'articulació del genoll i causa l'extensió de la cama, és a dir, allunya la cama de la natja. Les altres porcions del múscul quàdriceps crural són agonistes en les funcions del vast lateral. Els músculs isquiotibials són antagonistes de les funcions del vast lateral.

## Galeria d'imatges

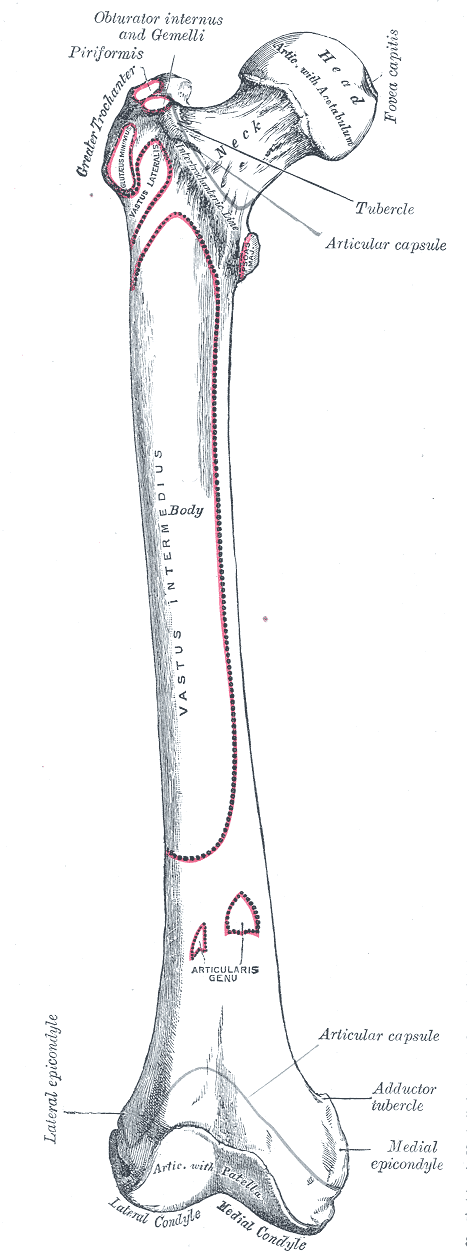
Fèmur dret. Superfície anterior.
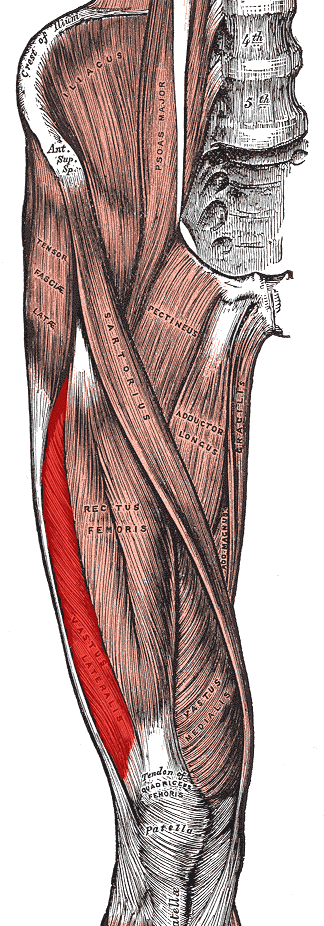
Músculs de les regions ilíaca i femoral. Vista anterior.
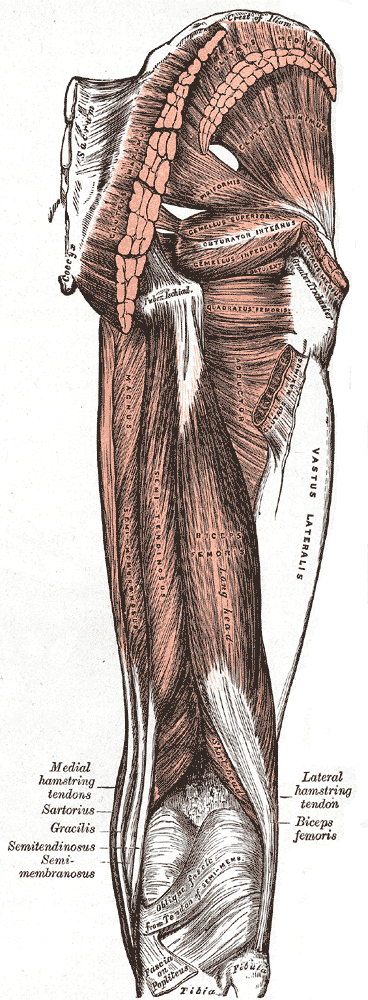
Músculs de les regions glútia i femoral. Vista posterior.
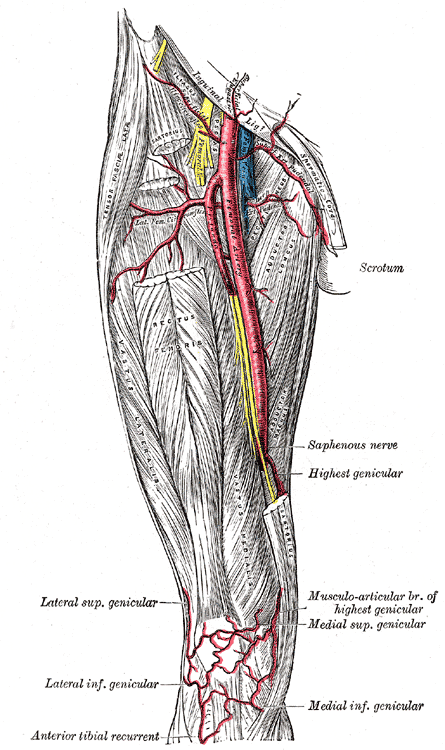
Artèria femoral.
Secció transversal de la cuixa.